# Lány 58 kg-os súlyemelés a 2010. évi nyári ifjúsági olimpiai játékokon
A 2010. évi nyári ifjúsági olimpiai játékokon a súlyemelés lány 58 kg-os versenyszámát augusztus 17-én 11:00-kor rendezték meg a Toa Payoh Sports Hallban. A résztvevők legfeljebb 58 kg-os testtömeggel indulhattak.
A végeredménynél összeadódott az emelő legjobb szakítás és lökés eredménye. A versenyzőknek fogásnemenként három gyakorlat állt rendelkezésükre; az emelés eredménye a legnehezebb sikeresen felemelt súly volt.

## Eredmények
Az eredmények kilogrammban értendők.

### Végeredmény
| H     | Név                 | Nemzet                | Cs | Súly  | Szakítás | Szakítás | Szakítás | Szakítás | Lökés | Lökés | Lökés | Lökés | Össz. |
| H     | Név                 | Nemzet                | Cs | Súly  | 1        | 2        | 3        | E        | 1     | 2     | 3     | E     | Össz. |
| ----- | ------------------- | --------------------- | -- | ----- | -------- | -------- | -------- | -------- | ----- | ----- | ----- | ----- | ----- |
| Arany | Deng Wei            | Kína (CHN)            | A  | 57,37 | 100      | 105      | 110      | 110      | 125   | 132   | 137   | 132   | 242   |
| Ezüst | Zulfiya Chinshanlo  | Kazahsztán (KAZ)      | A  | 55,54 | 90       | 95       | 97       | 95       | 120   | 125   | 130   | 130   | 225   |
| Bronz | Racheal Ekoshoria   | Nigéria (NGR)         | A  | 55,13 | 80       | 80       | 85       | 85       | 105   | 110   | 110   | 105   | 190   |
| 4.    | Veronica Haro       | Ecuador (ECU)         | A  | 57,76 | 73       | 77       | 77       | 73       | 93    | 93    | 98    | 93    | 166   |
| 5.    | Silvana Saldarriaga | Peru (PER)            | A  | 57,55 | 65       | 65       | 70       | 65       | 86    | 90    | 93    | 93    | 158   |
| 6.    | Myriam Ghekap       | Kamerun (CMR)         | A  | 56,49 | 67       | 70       | 70       | 67       | 85    | 90    | 92    | 90    | 157   |
| 7.    | Fatin Atikah Osman  | Malajzia (MAS)        | A  | 55,15 | 70       | 70       | 73       | 70       | 80    | 85    | 85    | 80    | 150   |
| 8.    | Jamie Emma Wee      | Szingapúr (SIN)       | A  | 57,82 | 47       | 52       | 52       | 52       | 60    | 60    | 63    | 63    | 115   |
| 9.    | Louise Lolohea      | Fidzsi-szigetek (FIJ) | A  | 57,11 | 40       | 45       | 49       | 45       | 50    | 57    | 57    | 57    | 102   |
|       | Amal Mohamed        | Egyiptom (EGY)        | A  | 56,93 | 77       | 81       | 84       | 81       | 97    | 97    | 97    | —     | —     |

## Fordítás
Ez a szócikk részben vagy egészben  a   Weightlifting at the 2010 Summer Youth Olympics – Girls' 58 kg című angol Wikipédia-szócikk fordításán alapul.  Az eredeti cikk szerkesztőit annak laptörténete sorolja fel. Ez a jelzés csupán a megfogalmazás eredetét és a szerzői jogokat jelzi, nem szolgál a cikkben szereplő információk forrásmegjelöléseként.